# Temporada 2010 de la WNBA
La Temporada 2010 de la WNBA fue la decimocuarta en la historia de la Women's National Basketball Association. La competición la pasaron a formar 12 equipos por la desaparición de las Sacramento Monarchs al término de la temporada anterior. Acabó con el segundo título para las Seattle Storm después del conseguido en 2004, derrotando en la final a las Atlanta Dream, en su primera aparición en unas finales.

## Clasificaciones

### Conferencia Este
| Conferencia Este     | G  | P  | PCT  | PD  | Casa | Fuera | Conf. |
| -------------------- | -- | -- | ---- | --- | ---- | ----- | ----- |
| Washington Mystics x | 22 | 12 | .647 | –   | 13–4 | 9–8   | 13–9  |
| New York Liberty x   | 22 | 12 | .647 | –   | 13–4 | 9–8   | 14–8  |
| Indiana Fever x      | 21 | 13 | .618 | 1.0 | 13–4 | 8–9   | 13–9  |
| Atlanta Dream x      | 19 | 15 | .559 | 3.0 | 10–7 | 9–8   | 10–12 |
| Connecticut Sun o    | 17 | 17 | .500 | 5.0 | 12–5 | 5–12  | 9–13  |
| Chicago Sky o        | 14 | 20 | .412 | 8.0 | 7–10 | 7–10  | 7–15  |

### Conferencia Oeste
| Conferencia Oeste          | G  | P  | PCT  | PD   | Casa | Fuera | Conf. |
| -------------------------- | -- | -- | ---- | ---- | ---- | ----- | ----- |
| Seattle Storm x            | 28 | 6  | .824 | –    | 17–0 | 11–6  | 20–2  |
| Phoenix Mercury x          | 15 | 19 | .441 | 13.0 | 9–8  | 6–11  | 13–9  |
| San Antonio Silver Stars x | 14 | 20 | .412 | 14.0 | 8–9  | 6–11  | 11–11 |
| Los Angeles Sparks x       | 13 | 21 | .382 | 15.0 | 8–9  | 5–12  | 10–12 |
| Minnesota Lynx o           | 13 | 21 | .382 | 15.0 | 7–10 | 6–11  | 8–14  |
| Tulsa Shock o              | 6  | 28 | .176 | 22.0 | 4–13 | 2–15  | 4–18  |

## Galardones
| Galardón                                      | Ganadora         | Equipo             |
| --------------------------------------------- | ---------------- | ------------------ |
| MVP de las Finales de la WNBA                 | Lauren Jackson   | Seattle Storm      |
| MVP de la Temporada de la WNBA                | Lauren Jackson   | Seattle Storm      |
| Mejor Defensora de la WNBA                    | Tamika Catchings | Indiana Fever      |
| Jugadora Más Mejorada de la WNBA              | Leilani Mitchell | New York Liberty   |
| Peak Performers de la WNBA (puntos)           | Diana Taurasi    | Phoenix Mercury    |
| Peak Performers de la WNBA (rebotes)          | Tina Charles     | Connecticut Sun    |
| Peak Performers de la WNBA (asistencias)      | Ticha Penicheiro | Los Angeles Sparks |
| Mejor Sexta Mujer de la WNBA                  | DeWanna Bonner   | Phoenix Mercury    |
| Rookie del Año de la WNBA                     | Tina Charles     | Connecticut Sun    |
| Premio a la Jugadora Más Deportiva de la WNBA | Tamika Catchings | Indiana Fever      |
| Entrenador del Año de la WNBA                 | Brian Agler      | Seattle Storm      |

## Playoffs
|  | 1ª ronda Mejor de 3 | 1ª ronda Mejor de 3 | 1ª ronda Mejor de 3 |          |    | Finales de Conferencia Mejor de 3 | Finales de Conferencia Mejor de 3 | Finales de Conferencia Mejor de 3 |  |    | Finales de la WNBA Mejor de 5 | Finales de la WNBA Mejor de 5 | Finales de la WNBA Mejor de 5 |  |
|  |                     |                     |                     |          |    |                                   |                                   |                                   |  |    |                               |                               |                               |  |
|  |                     |                     |                     |          |    |                                   |                                   |                                   |  |    |                               |                               |                               |  |
|  | E1                  | Washington          | 0                   |          |    |                                   |                                   |                                   |  |    |                               |                               |                               |  |
|  | E1                  | Washington          | 0                   |          |    |                                   |                                   |                                   |  |    |                               |                               |                               |  |
|  | E4                  | Atlanta             | 2                   |          |    |                                   |                                   |                                   |  |    |                               |                               |                               |  |
|  | E4                  | Atlanta             | 2                   |          | E4 | Atlanta                           | 2                                 |                                   |  |    |                               |                               |                               |  |
|  | Conferencia Este    |                     |                     |          | E4 | Atlanta                           | 2                                 |                                   |  |    |                               |                               |                               |  |
|  |                     |                     | E2                  | New York | 0  |                                   |                                   |                                   |  |    |                               |                               |                               |  |
|  | E2                  | New York            | E2                  | New York | 0  | 2                                 |                                   |                                   |  |    |                               |                               |                               |  |
|  | E2                  | New York            |                     |          |    |                                   |                                   |                                   |  |    |                               |                               |                               |  |
|  | E3                  | Indiana             | 1                   |          |    |                                   |                                   |                                   |  |    |                               |                               |                               |  |
|  | E3                  | Indiana             | 1                   |          |    |                                   |                                   |                                   |  | E4 | Atlanta                       | 0                             |                               |  |
|  |                     |                     |                     |          |    |                                   |                                   |                                   |  | E4 | Atlanta                       | 0                             |                               |  |
|  |                     |                     | W1                  | Seattle  | 3  |                                   |                                   |                                   |  |    |                               |                               |                               |  |
|  | W1                  | Seattle             | W1                  | Seattle  | 3  | 2                                 |                                   |                                   |  |    |                               |                               |                               |  |
|  | W1                  | Seattle             |                     |          |    |                                   |                                   |                                   |  |    |                               |                               |                               |  |
|  | W4                  | Los Angeles         | 0                   |          |    |                                   |                                   |                                   |  |    |                               |                               |                               |  |
|  | W4                  | Los Angeles         | 0                   |          | W1 | Seattle                           | 2                                 |                                   |  |    |                               |                               |                               |  |
|  | Conferencia Oeste   |                     |                     |          | W1 | Seattle                           | 2                                 |                                   |  |    |                               |                               |                               |  |
|  |                     |                     | W2                  | Phoenix  | 0  |                                   |                                   |                                   |  |    |                               |                               |                               |  |
|  | W2                  | Phoenix             | W2                  | Phoenix  | 0  | 2                                 |                                   |                                   |  |    |                               |                               |                               |  |
|  | W2                  | Phoenix             |                     |          |    |                                   |                                   |                                   |  |    |                               |                               |                               |  |
|  | W3                  | San Antonio         | 0                   |          |    |                                   |                                   |                                   |  |    |                               |                               |                               |  |
|  | W3                  | San Antonio         | 0                   |          |    |                                   |                                   |                                   |  |    |                               |                               |                               |  |
|  |                     |                     |                     |          |    |                                   |                                   |                                   |  |    |                               |                               |                               |  |